# Insolentithecidae
Insolentithecidae es una familia de foraminíferos bentónicos cuyos taxones han sido tradicionalmente incluidos en la familia Archaesphaeridae, de la superfamilia Parathuramminoidea, del suborden Fusulinina y del orden Fusulinida. Su rango cronoestratigráfico abarca desde el Silúrico superior hasta el Asseliense (Pérmico inferior).

## Discusión
Clasificaciones más recientes incluyen Insolentithecidae en la superfamilia Caligelloidea, del suborden Earlandiina, del orden Earlandiida, de la subclase Afusulinana y de la clase Fusulinata.

## Clasificación
Insolentithecidae incluye a la siguiente subfamilia y géneros:
- Subfamilia Insolentithecinae
  - Floritheca †
  - Insolentitheca †

Otros géneros considerados en Insolentithecidae son:
- Fukijia †, aceptado como Insolentitheca
- Fukujia †, aceptado como Insolentitheca
- Ichinotania †, aceptado como Insolentitheca
- Parahaplophragmella †, aceptado como Insolentitheca
- Protoinsolentitheca †, también considerada en la familia Caligellidae